# Giải Sao Thổ cho phim khoa học viễn tưởng hay nhất
Giải Sao Thổ cho phim khoa học viễn tưởng hay nhất là một hạng mục của giải Sao Thổ. do Viện Hàn lâm phim khoa học viễn tưởng, kỳ ảo và kinh dị trao hàng năm từ năm 1972 dành cho bộ phim điện ảnh hay nhất năm thuộc thể loại khoa học viễn tưởng.

## Danh sách chi tiết

### Thập niên 2000
| Năm       | Phim                                 | Chú thích |
| --------- | ------------------------------------ | --------- |
| 2006 (33) | Children of Men‡                     | [ 1 ]     |
| 2006 (33) | Ký ức ảo giác                        | [ 1 ]     |
| 2006 (33) | The Fountain                         | [ 1 ]     |
| 2006 (33) | The Prestige                         | [ 1 ]     |
| 2006 (33) | V for Vendetta                       | [ 1 ]     |
| 2006 (33) | X-Men: The Last Stand                | [ 1 ]     |
| 2007 (34) | Thảm họa diệt vong‡                  | [ 2 ]     |
| 2007 (34) | Bộ tứ siêu đẳng 2: Sứ giả bạc        | [ 2 ]     |
| 2007 (34) | Thành phố chết                       | [ 2 ]     |
| 2007 (34) | The Last Mimzy                       | [ 2 ]     |
| 2007 (34) | Sunshine                             | [ 2 ]     |
| 2007 (34) | Robot đại chiến                      | [ 2 ]     |
| 2008 (35) | Người Sắt‡                           | [ 3 ]     |
| 2008 (35) | Mắt đại bàng                         | [ 3 ]     |
| 2008 (35) | Indiana Jones và vương quốc sọ người | [ 3 ]     |
| 2008 (35) | Jumper                               | [ 3 ]     |
| 2008 (35) | Ngày Trái Đất ngừng quay             | [ 3 ]     |
| 2008 (35) | Người khổng lồ xanh phi thường       | [ 3 ]     |
| 2009 (36) | Avatar‡                              | [ 4 ]     |
| 2009 (36) | Hỗn số tử thần                       | [ 4 ]     |
| 2009 (36) | Moon                                 | [ 4 ]     |
| 2009 (36) | Star Trek                            | [ 4 ]     |
| 2009 (36) | Cuốn sách của Eli                    | [ 4 ]     |
| 2009 (36) | Transformers: Bại binh phục hận      | [ 4 ]     |
| 2009 (36) | Người Sói                            | [ 4 ]     |

### Thập niên 2010
| Năm       | Phim                                 | Chú thích |
| --------- | ------------------------------------ | --------- |
| 2010 (37) | Inception‡                           | [ 5 ]     |
| 2010 (37) | Hereafter                            | [ 5 ]     |
| 2010 (37) | Người Sắt 2                          | [ 5 ]     |
| 2010 (37) | Never Let Me Go                      | [ 5 ]     |
| 2010 (37) | Splice                               | [ 5 ]     |
| 2010 (37) | Trò chơi ảo giác                     | [ 5 ]     |
| 2011 (38) | Sự nổi dậy của bầy khỉ‡              | [ 6 ]     |
| 2011 (38) | Bản đồ định mệnh                     | [ 6 ]     |
| 2011 (38) | Captain America: Kẻ báo thù đầu tiên | [ 6 ]     |
| 2011 (38) | Limitless                            | [ 6 ]     |
| 2011 (38) | Super 8                              | [ 6 ]     |
| 2011 (38) | X-Men: Thế hệ thứ nhất               | [ 6 ]     |
| 2012 (39) | Biệt đội siêu anh hùng‡              | [ 7 ]     |
| 2012 (39) | Sức mạnh vô hình                     | [ 7 ]     |
| 2012 (39) | Mây Atlas                            | [ 7 ]     |
| 2012 (39) | Trò chơi sinh tử                     | [ 7 ]     |
| 2012 (39) | Looper                               | [ 7 ]     |
| 2012 (39) | Hành trình đến hành tinh chết        | [ 7 ]     |
| 2013 (40) | Cuộc chiến không trọng lực‡          | [ 8 ]     |
| 2013 (40) | Cuộc đấu của Ender                   | [ 8 ]     |
| 2013 (40) | The Hunger Games: Bắt lửa            | [ 8 ]     |
| 2013 (40) | Siêu đại chiến                       | [ 8 ]     |
| 2013 (40) | Riddick: Thống lĩnh bóng tối         | [ 8 ]     |
| 2013 (40) | Star Trek: Chìm trong bóng tối       | [ 8 ]     |
| 2014 (41) | Hố đen tử thần‡                      | [ 9 ]     |
| 2014 (41) | Sự khởi đầu của hành tinh khỉ        | [ 9 ]     |
| 2014 (41) | Cuộc chiến luân hồi                  | [ 9 ]     |
| 2014 (41) | Quái vật Godzilla                    | [ 9 ]     |
| 2014 (41) | The Hunger Games: Húng nhại – Phần 1 | [ 9 ]     |
| 2014 (41) | The Zero Theorem                     | [ 9 ]     |
| 2015 (42) | Star Wars: Thần lực thức tỉnh‡       | [ 10 ]    |
| 2015 (42) | Ex Machina                           | [ 10 ]    |
| 2015 (42) | Thế giới khủng long                  | [ 10 ]    |
| 2015 (42) | Max điên: Con đường tử thần          | [ 10 ]    |
| 2015 (42) | Người về từ Sao Hỏa                  | [ 10 ]    |
| 2015 (42) | Kẻ hủy diệt: Thời đại Genisys        | [ 10 ]    |
| 2016 (43) | Rogue One: Star Wars ngoại truyện‡   | [ 11 ]    |
| 2016 (43) | Cuộc đổ bộ bí ẩn                     | [ 11 ]    |
| 2016 (43) | Ngày độc lập: Tái chiến              | [ 11 ]    |
| 2016 (43) | Nhãn lực siêu nhiên                  | [ 11 ]    |
| 2016 (43) | Người du hành                        | [ 11 ]    |
| 2016 (43) | Star Trek: Không giới hạn            | [ 11 ]    |
| 2017 (44) | Tội phạm nhân bản 2049‡              | [ 12 ]    |
| 2017 (44) | Quái vật không gian                  | [ 12 ]    |
| 2017 (44) | Mầm sống hiểm họa                    | [ 12 ]    |
| 2017 (44) | Star Wars: Jedi cuối cùng            | [ 12 ]    |
| 2017 (44) | Valerian và thành phố ngàn hành tinh | [ 12 ]    |
| 2017 (44) | Đại chiến hành tinh khỉ              | [ 12 ]    |